# Kuai Liang
Dans ce nom chinois, le nom de famille, Kuai, précède le nom personnel.
Ne doit pas être confondu avec Kuai Liang, frère de Bi-Han dans Mortal Kombat dont il partage le nom de code Sub-Zero.
Kuai Liang (蒯良) (?-192), Zirou (子柔) de son nom de lettré, est un stratège du seigneur de guerre Liu Biao et concepteur de l'embuscade mortelle tendue à son ennemi Sun Jian au cours de la Bataille de Xiangyang en 191. 
Ses exploits sont relatés dans le roman historique chinois le Roman des trois royaumes. Luo Guanzhong, un écrivain du XIVe siècle, y décrit la fin de la dynastie Han et la période des Trois Royaumes (169-280) en s'inspirant de l'œuvre de Chen Shou écrite au IIIe siècle. 
Après une défaite, Kuai Liang conseille à Huang Zu de se mettre en retrait. Ses instructions au général Lü Gong pour tendre un piège à Sun Jian sont détaillées dans le Roman des trois royaumes au paragraphe 27 du chapitre 7. Kuai Liang  lui procure 500 chevaux et des archers et lui donne des instructions précises pour attirer Sun Jian au sommet de la montagne Xian et l'écraser ensuite sous une pluie de rochers et de flèches dans un défilé.
Dans la suite de cette bataille, Huang Zu est fait prisonnier et sera échangé plus tard contre la dépouille de Sun Jian contre l'avis de Kuai Liang. 
En tant que conseiller, Kuai Liang a critiqué la stratégie de Cai Mao et demandé sa tête, ainsi que celle de Huan Jie. Mais Liu Biao refusera de mettre en oeuvre ses conseils et les préservera à cause des liens de famille et d'amitié qu'il entretient avec eux. 
Le jeune frère de Kuai Liang, Kuai Yue (en), devient lui-même conseiller de Liu Biao puis de son fils Liu Cong (en) lors de la bataille de Changban.